# 644
644 foi um ano bissexto do século VII que teve início a uma quinta-feira e terminou a uma sexta-feira, segundo o Calendário Juliano. As suas letras dominicais foram D e C. Segundo o horóscopo chinês, foi o ano do Dragão.
| Ano completo                           |
| -------------------------------------- |
| Ano bissexto com início à quinta-feira |

## Eventos
- Dinastia Tang invade o reino de Koguryo

## Mortes
- 3 de Novembro - Omar ibn al-Khattab, segundo califa após Maomé (n. c. 586)